# Национально-революционная армия
Национа́льно-революцио́нная а́рмия (кит. трад. 國民革命軍, упр. 国民革命军, пиньинь Guómín Gémìng Jūn) — вооружённые силы партии Гоминьдан.
В 1947 году Национально-революционная армия была переименована в Вооружённые силы Китайской республики.

## История
Вооружённые силы Гоминьдана были созданы в 1925 году в период гражданских войн в Китае при непосредственном участии советских военных советников (первыми из них, прибывшими в Китай осенью 1923 года, были И.Г. Герман, политический советник М.М. Бородин (Грузенберг), В.Я. Поляк; в январе 1924 года прибыли Н.А. Терешатов и А.И. Черепанов, в мае 1924 года прибыл в качестве главного военного советника П.А. Павлов, который утонул 18 июля 1924 года, в октябре 1924 года его сменил В.К. Блюхер).
Главнокомандующим НРА стал Чан Кайши. В 1926—1927 годах в ходе Северного похода НРА разбила большую часть местных милитаристов и установила власть Гоминьдана на большей части территории Китая.
В апреле — июле 1927 года произошёл раскол Гоминьдана с коммунистами Китая, которые были его частью. Произошло Наньчанское восстание, часть войск НРА перешла на сторону коммунистов и образовала Красную армию (впоследствии НОАК). В дальнейшем НРА вела операции против коммунистов, а во время японо-китайской войны защищала страну от японцев. В современных тайваньских военно-исторических исследованиях имеет место тенденция переоценивать роль НРА в этой войне. Хотя в целом уровень боеспособности Национально-революционной армии был достаточно низким.
В 1947 году НРА была переименована в вооружённые силы Китайской республики. После её поражения в гражданской войне с коммунистами, остатки НРА эвакуировались на Тайвань, где стали основой тайваньской армии.

## Структура
НРА возглавлял Национальный военный совет, также именуемый «Комиссией по военным вопросам». Под руководством Чан Кайши он руководил штабами и командованиями. Он включал в 1937 году начальника Генерального штаба генерала Хэ Инциня, Генеральный штаб, военное министерство, военные районы, военно-воздушные и военно-морские силы, командующих противовоздушной обороной и гарнизонов, а также вспомогательные службы.
НРА на протяжении всего своего существования призвала около 4 300 000 человек в регулярную армию, сформированные в 370 стандартных дивизий (正式 師), 46 новых дивизий (新編 師), 12 кавалерийских дивизий (騎兵 師), 8 новых кавалерийских дивизий (新編 騎兵 師), 66 временных дивизий (暫編 師) и 13 резервных дивизий (預備 師), в общей сложности 515 дивизий. Однако многие дивизии были сформированы из двух или более других дивизий и не существовали одновременно.
Кроме того, были созданы новые дивизии для замены стандартных дивизий, разгромленных раннее в военных действиях, и им были присвоены номера прежних дивизий. Поэтому количество дивизий, состоящих на действительной службе в любой момент существования НРА было гораздо меньше, чем указано выше.
Средняя численность дивизии НРА была 5000 — 6000 военнослужащих; обычная армейская дивизия имела в среднем 10 000 — 15 000 солдат, что эквивалентно средней численности дивизии японской армии. Даже те дивизии, которые были подготовлены немецкими специалистами не были равны по численности немецким или японским дивизиям, численность которых составляла около 10 000 человек.

В брошюре по вкладу американской военной помощи в китайскую оборонительную кампанию 1942 — 1945 годов говорилось:
Только в НРА была маленькая численность бронемашин и механизированных войск. В начале войны в 1937 году танковые войска НРА были организованы в трёх танковых батальонах, оснащённых танками и бронемашинами из разных стран. Вскоре эти батальоны были почти полностью уничтожены в битве в районе Шанхая и битве за Нанкин. Вновь поставленные танки и грузовики из Советского Союза позволили создать единственную механизированную дивизию в армии — 200-ю дивизию. Эта дивизия в конце концов перестала быть механизированным соединением после реорганизации дивизий в июне 1938 года. 200-я дивизия стала мотопехотной дивизией в 5-й армии. Эта армия участвовала в сражениях в Гуанси в 1939—1940 годах и в битве за Юньнаньско-Бирманский путь в 1942 году, которые сократили численность танковых подразделений из-за потерь и механических поломок.

По документам в 1941 году в Китае насчитывалось 3,8 миллионов человек под оружием. Они были организованы в 246 «фронтовых» дивизий, а ещё 70 дивизий были назначены в тыловые районы. Пожалуй, до сорока китайских дивизий были оснащены вооружениями европейского производства и обучены иностранными, в частности немецкими и советскими, военными советниками. Остальные формирования были боеспособны и, как правило, были необученными. В целом, националистическая армия произвела впечатление на большинство западных военных наблюдателей, как больше походящую на армию 19-го века, чем 20-го века.
Позже, в Бирманской кампании в китайской армии НРА в Бирме имелся танковый батальон, оснащённый танками Шерман, 100 лёгких танков Стюарт и 139 бронетранспортёров М3 Скаут.
Несмотря на неудовлетворительные отзывы европейских наблюдателей о дивизиях, обученных европейскими специалистами, мусульманские дивизии Национальной революционной армии, обученные в Китае (не западными специалистами) и возглавляемые мусульманскими генералами Клики Ма, напугали европейских наблюдателей их появлением и боевыми навыками. Европейцы, такие как Свен Хедин и Георг Васель, были в трепете от появления китайских мусульманских дивизий НРА и их жестоких боевых способностей. Они обучались в суровых, жестоких условиях. 36-я дивизия Национальной революционной армии, полностью обученная в Китае без какой-либо европейской помощи, состоял из китайских мусульман, сражалась жестоко и потрепала вторгшиеся части СССР во время советского вторжения в Синьцзян. В дивизии не хватало техники и людей, и она понесла большие потери от сил РККА и НКВД.
По мнению западных наблюдателей, мусульманские дивизии армии, контролируемые мусульманским генералом Ма Хункуем, были жёсткими и дисциплинированными. Несмотря на диабет, Ма Хункуй лично обучал свои войска и занимался фехтованием мечом во время обучения.
Когда главы многих армий военных и провинциальных клик присоединились к Гоминьдану и были назначены офицерами и генералами НРА, их войска стали её частью. Эти «армии» были переименованы в дивизии НРА. Все армии Клики Ма вошли в состав НРА. Когда генерал Ма Ци мусульманской Клики Ма присоединился к Гоминьдану, Нинхайская армия была переименована в 26-ю дивизию Национальной революционной армии.

### Организация формирований
Главнокомандующим НРА с 1925 по 1947 год был генералиссимус Чан Кайши.
Организация формирований НРА была следующей: (существуют формирования, не обязательно подчиняющиеся формированию, следующему в иерархии, например, несколько полков могут подчиняться напрямую корпусу, минуя дивизию)
Национальный военный совет
- Военный район — 12 (戰區)
  - Армейское направление — 4 (兵團) — было одним из крупнейших воинских формирований в НРА во время Второй японо-китайской войны. Эти армейские направления включали в себя группы армий, армии, корпуса, дивизии, бригады и полки. По количеству дивизий они были больше, чем группы армий западных государств. За всё время существования НРА было создано четыре таких армейских направления, для командования огромными силами, защищающими столицу Китая во время сражения при Ухане в 1938 году.
    - Группа армий — 40 (集團軍 Группа армий)
      - Армия прикрытия пути (маршрута) (路軍)
      - Полевая армия — 30 (軍)
        - Корпус — 133 (軍團 Армейская группа) — обычно подчинял себе две-три дивизии, нередко отдельную бригаду или полк, и вспомогательные части.
          - Дивизия (師)
            - Бригада (旅)
              - Полк (團)
                - Батальон (營)
                  - Рота (連)
                    - Взвод (排)
                      - Отделение (班)

### Отряды самоубийц
Во время Синьхайской революции и эры милитаристов в Китайской Республике (1912—1949 гг.) «Корпуса смерти» (трад. кит.: 敢死隊, упр. кит.: 敢死队; пиньинь: gǎnsǐduì) или «Отряды самоубийц» часто использовались китайскими армиями. Китай развернул эти подразделения самоубийц против японцев во время Второй японо-китайской войны.
«Корпуса смерти» использовали военачальники в своих армиях для проведения самоубийственных атак. «Корпуса смерти» продолжали использоваться и в вооружённых силах Китайской Республики. Гоминьдан использовал одно из таких подразделений для подавления восстания в Кантоне. Многие женщины вступили в их ряды в дополнение к мужчинам для достижения мученичества в войне против противников Китая.
«Корпуса смерти» были эффективно использованы против японских подразделений в битве за Тайэрчжуан. Они использовали мечи.
Атаки смертников также использовались против японцев. Китайский солдат взорвал жилет с гранатами и убил 20 японских солдат на складе Сыхан. Китайские солдаты привязывали к своим телам взрывчатку, такую как гранаты или динамит, и бросались под японские танки, чтобы взорвать их. Эта тактика использовалась во время Битвы при Шанхае и реке Сучжоухэ, где китайский солдат-смертник остановил японскую танковую колонну, взорвав себя под направляющим танком и в битве за Тайэрчжуан, где отряды китайских солдат, к которым были привязаны динамит и гранаты, бросались под японские танки и взрывали себя. Был случай в Тайэрчжуане, когда китайские солдаты-смертники уничтожили четыре японских танка с помощью связок гранат.

## Звания

### Генералы
| Знак различия |               |                   |                                                |                        |
| Звание        | Генерал-майор | Генерал-лейтенант | Генерал первого класса/ Генерал второго класса | Генерал особого класса |

### Старшие офицеры
| Знак различия |                         |                          |                        |
| Звание        | Майор (Военная полиция) | Подполковник (Кавалерия) | Полковник (Артиллерия) |

### Младшие офицеры
| Знак различия |                                             |                        |                                     |
| Звание        | Младший лейтенант (Картографическая служба) | Лейтенант (Артиллерия) | Капитан (Военно-музыкальная служба) |

### Прапорщики
| Знак различия |                       |
| Звание        | Прапорщик (Кавалерия) |

### Сержанты
| Знак различия |                       |                              |                      |
| Звание        | Капрал (Войска связи) | Сержант (Медицинская служба) | Старшина (Логистика) |

### Солдаты
| Знак различия |                                          |                                                  |                                     |
| Звание        | Рядовой второго класса (Военная полиция) | Рядовой первого класса (Механизированная пехота) | Старший рядовой (Инженерные войска) |

## Снаряжение
Китайское оружие для Национальной революционной армии производилось, главным образом, на Ханьянгском, Гуандунском и Тайюаньском арсеналах.

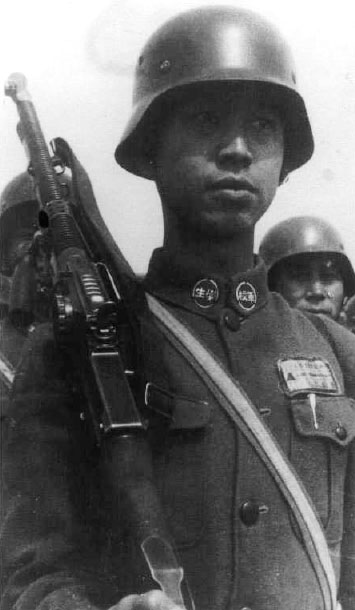
Солдат китайской националистической армии, оснащённый шлемом M35 и ручным пулемётом ZB vz. 26.

Для регулярных провинциальных китайских дивизий стандартными винтовками были Hanyang 88 (копия Gewehr 88). Дивизии Центральной армии, как правило, были оснащены винтовкой Чан Кай-ши (копией стандартной модели Маузера) и чехословацкой vz. 24. Однако для большинства тех дивизий, которые были подготовлены немецкими специалистами, стандартным огнестрельным оружием были изготовленные в Германии 7,92 мм Gewehr 98 и Karabiner 98k. Стандартным ручным пулемётом были импортированные из Чехословакии 7,92 мм пулемёт Brno ZB26 или их местные копии. Имелись также бельгийские и французские ручные пулемёты. Провинциальные подразделения, как правило, не имели пулемётов вообще, в то время как подразделения Центральной армии имели в среднем один ручной пулемёт на каждый взвод. В идеале у дивизий, подготовленных немецкими специалистами, был 1 ручной пулемёт на отделение. НРА не приобрела ни одного Maschinengewehr 34 из Германии, но выпустила свои собственные копии этого пулемёта. Тяжёлыми пулемётами были в основном Тип 24 собственного производства с водяным охлаждением, которые были китайскими копиями немецкого MG 08 и американского M1917 Browning, выпущенных под стандартный 7,92 мм патрон. В среднем каждый батальон Центральной армии получал один тяжёлый пулемёт (примерно от трети до половины того, что получали немецкие дивизии во время Второй мировой войны). Стандартным оружием для сержантов и офицеров была копия 7,63 мм полуавтоматического пистолета Mauser C96 или автоматический пистолет Mauser M1932 / M712. Эти автоматические версии использовались в качестве замены для пистолетов-пулемётов (таких как MP 18 или MP-28, которые также по большей части производились в Китае) и самозарядных винтовок, которые редко поставлялись в китайскую армию до конца Второй мировой войны (например, из 306 031 винтовки, поставленных из США в 1942-1945 годах, только ОДНА самозарядная М1 и 63 251 пистолет-пулемёт). На протяжении Второй японо-китайской войны, особенно в первые годы, НРА также широко использовала трофейное японское оружие и снаряжение, поскольку её собственного оружия войскам не хватало. Некоторые элитные подразделения НРА также использовали американское снаряжение, поставленное по ленд-лизу, по мере продвижения войны (по ленд-лизу поставлено 306 031 винтовка: 152 241 М1917, 107 470 M1903, 40 000 Lee-Enfild, 6129 ПТР Бойс и так далее, 63 251 пистолет-пулемёт калибра 0.45, 31 501 пулемёт (23 798 Брен, 3663 М1917А1, 1218 М1919А4 и М1919А6 и так далее)). Также из СССР с октября 1937 по сентябрь 1939 года было поставлено 100 тыс. винтовок и 14 тыс. пулемётов (1300 Максим-Токарева, более 2600 ДП и Максимы) и 150 млн патронов к ним.
Главные китайские арсеналы:
| Провинция | Название арсенала   | Название на китайском |
| --------- | ------------------- | --------------------- |
| Гуандун   | Гуандунский Арсенал | 廣東兵工廠            |
| Хунань    | Кунсяньский Арсенал | 鞏縣兵工廠            |
| Ляонин    | Мукденский Арсенал  | 瀋陽兵工廠            |
| Хубэй     | Ханьянский Арсенал  | 漢陽兵工廠            |
| Шаньси    | Тайюаньский Арсенал | 太原兵工廠            |
| Сычуань   | Чендуский Арсенал   | 成都兵工廠            |

Вообще говоря, регулярные провинциальные армейские дивизии не располагали никакой артиллерией. Однако некоторые дивизии Центральной армии были оснащены 37 мм советскими противотанковыми пушками образца 1930 года (180 поставлено из СССР 15.03.1938 — 1.09.1939 года) или PaK 35/36 (немного поставлено из Германии до 1937 года — начала войны с Японией), и/или миномётам фирм Oerlikon, Madsen и Solothurn. Каждая из этих пехотных дивизий в идеале располагала 6 французскими 81-мм миномётами Брандта и 6 20-мм автоматическими пушками «Золотурн». Некоторые отдельные бригады и артиллерийские полки были оснащены 76-мм пушками образца 1902/30 годов (более 160 поставлено из CCCP 15.03.1938 — 1939 год), 114-мм гаубицами (более 80 поставлено из СССР 15.03.1938 — 1939 год), 72-мм горными пушками Bofors L/14 или Krupp L/29, 150-мм гаубицами Rheinmetall L/32 sFH 18 (24 куплено в 1934 году) и Krupp L/30 sFH 18 (24 куплено в 1936 году). Всего с октября 1937 по январь 1942 года из СССР поставлено 1600 орудий (в основном 37-мм противотанковых и 76-мм полевых пушек, 50 76-мм зенитных пушек образца 1931 года с тягачами и приборами управления зенитным огнём) и 2 млн снарядов к ним.
В начале войны НРА располагала тремя танковыми батальонами, вооружёнными 119 танкетками, танками и бронеавтомобилями: 46 танкетками Carden-Loyd Mk VI, 20 танками Vickers 6t Е/F; 20 итальянскими танкетками CV-33, 15 лёгкими немецкими танками Panzer I и 18 бронеавтомобилями немецкого производства Sd.Kfz.221 и −222. После поражения в битве за Шанхай оставшиеся танки вместе с 82 танками Т-26, приобретёнными у Советского Союза, были реорганизованы в 200-ю механизированную дивизию.
Пехотная униформа была создана на базе классического китайского костюма чжуншань. Обмотки были стандартными для солдат и офицеров, поскольку основной способ передвижения для войск НРА был пешком. Войскам также выдавались шитые полевые шапки. Шлемы были наиболее отличительной чертой тех дивизий, которые были обучены иностранными военными специалистами. С того момента, как немецкие шлемы M35 (стандартное изделие для вермахта вплоть до поздних сражений на европейском театре Второй мировой войны) свернули с производственных линий в Китае в 1935 году и до 1936 года НРА импортировала 315 000 этих шлемов, на каждый из которых сбоку наносилась эмблема Китайской Республики, принятая в 1928 году. Эти шлемы носили как элитные дивизии, обученные немецкими военными специалистами, так и регулярные дивизии центральной армии. Другими шлемами, использовавшимися НРА, были: французская каска Адриана, британская каска Броди и позже американская каска M1. Другое снаряжение включало соломенную обувь для солдат (или полотняную обувь для солдат центральной армии), кожаную обувь для офицеров и кожаные сапоги для старших офицеров. Каждому солдату были выданы боеприпасы для его оружия вместе с сумкой для боеприпасов, водяная фляга, боевые ножи, сумка для еды и противогаз.
Копья и мечи в дополнение к винтовкам использовались мусульманскими формированиями Клики Ма Национальной революционной армии, которые прославились своей прекрасной кавалерией. У мусульманских частей НРА имелся ассортимент винтовок: немецких, британских, русских и других.